# 앤디 스탠필드

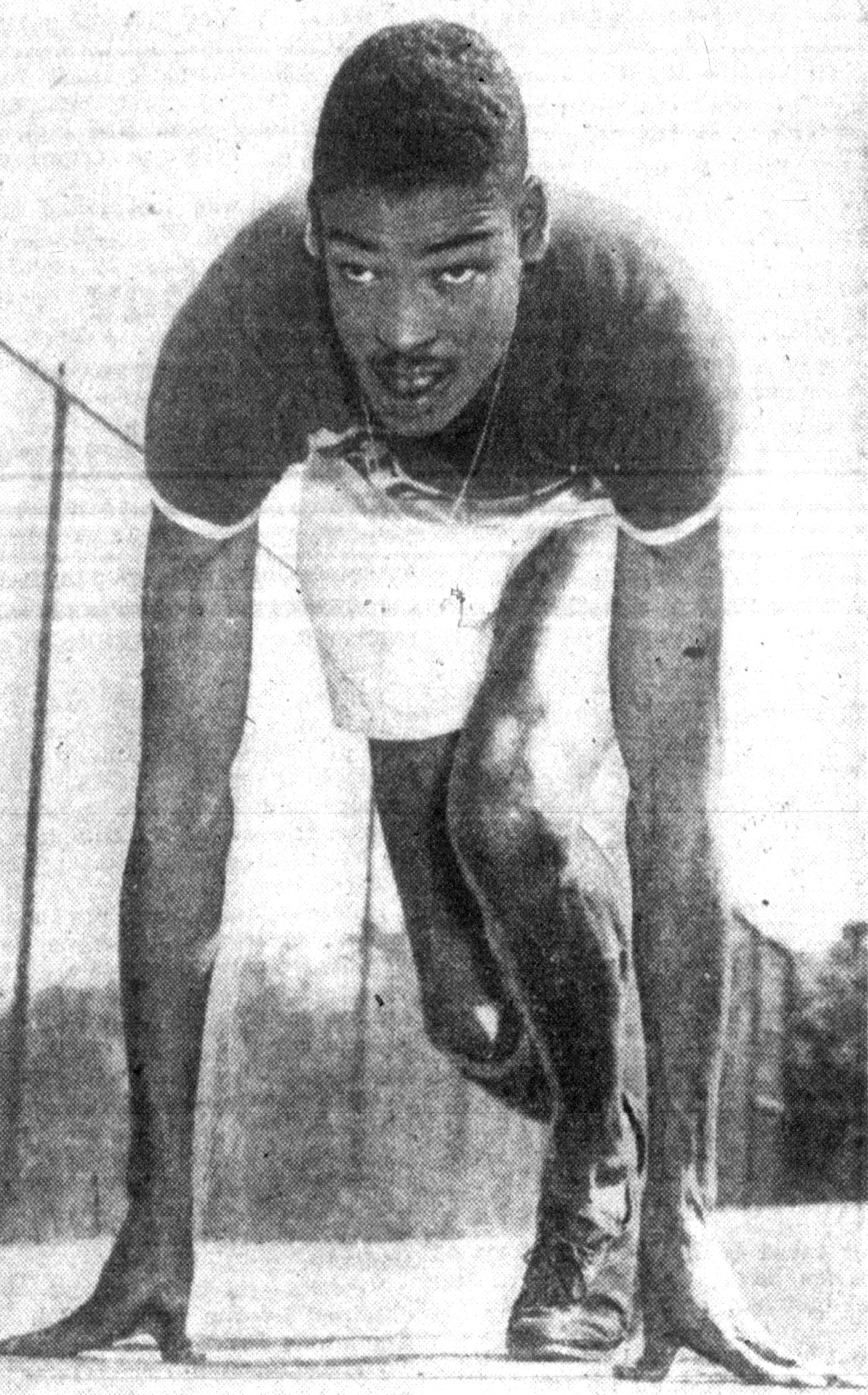

앤디 스탠필드(Andy Stanfield, 본명: 앤드루 윌리엄 스탠필드, Andrew William Stanfield, 1927년 12월 29일 ~ 1985년 6월 15일)는 미국의 단거리 달리기 육상 선수이자 올림픽 금메달 및 은메달리스트였다.

## 생애
앤디 스탠필드는 워싱턴 D.C.에서 태어났지만 어릴 때 저지 시티로 이사했다. 1946년에 링컨 고등학교를 졸업했는데, 그곳에서 그는 이미 단거리 달리기와 멀리뛰기에 뛰어난 재능을 지닌 운동선수였다. 군 복무 후 스탠필드는 1948년에 시튼 홀 대학교에 입학했다. 다음 해에 국가 타이틀 중 첫 번째 우승을 차지했다. 그의 리스트에는 6개의 AAU 타이틀(1949: 100m 및 200m, 1950: 60m, 1951: 멀리뛰기, 1952: 200m, 1953: 220y)과 9개의 IC4A 타이틀(실내 및 실외 모두)이 포함되어 있다. 그는 400m 허들 세계 기록 보유자인 조니 깁슨(Johnny Gibson)의 지도를 받았다.